# Nøgenhed i sport
Nøgenhed i sport var ikke noget ganske usædvanligt i oldtiden, men i vore dage ses det kun sporadisk medmindre man udvider begrebet sport til også at omfatte motion.

## Antikke Grækenland
I det antikke Grækenland spillede atletiske øvelser en stor rolle. Grækerne tilskrev også forskellige mytiske skikkelser atletiske bedrifter.
Det var bystaten Sparta, som først indførte den skik at dyrke militær træning nøgen, fordi de unge soldater kæmpede kun beskyttet af hjelm og skjold. Skikken spredtes til hele Grækenland, og når sportsfolk mødtes til de olympiske lege og andre lignende stævner, konkurrerede de fuldkommen nøgne i de fleste sportsgrene, såsom boksning, brydning, forskellige slags løb, spydkast og diskoskast.
Vidnesbyrd om at grækerne var nøgne ved sportsudøvelsen finder vi i de mange bevarede afbildninger af atleter (statuer, mosaikker og vasebilleder). Berømte sportsfolk blev undertiden hædret ved at deres statue blev opstillet i hjembyen (se Milo fra Kroton). Enkelte forfattere har hævdet, at nøgenheden i afbildningerne blot er en kunstnerisk konvention, idet de har fundet det ubegribeligt, at nogen nogensinde har villet løbe nøgen. Dette er imidlertid blot et udslag af victoriansk snerpethed og modbevises i øvrigt af de yndede Nude Olympics ved amerikanske universiteter, eller af de ikke mindre populære "nøgenløb" som siden 2002 er afholdt ved Roskilde Festivalen.
Da gymnastik (af græsk gymnos, "nøgen") bogstaveligt betyder "nøgen-øvelse", er gymnastikdragt egentlig en selvmodsigende betegnelse. Som ordet antyder, var atleterne i den græske oldtid nøgne, når de gjorde gymnastik. Dermed var kroppens linjer i stillinger og bevægelser fuldt synlige. At betragte det sportstrænede mandslegeme i bevægelse og hvile blev af stor betydning både for græsk kunst og lægevidenskab.
I den hellenistiske tid deltog også jøder i atletiske øvelser. De skilte sig ud, fordi de var omskårne; flere optrådte med kunstig forhud.

## Gladiatorer
Skønt romerne overtog meget af den græske kultur, havde de et ganske andet syn på nøgenhed. For en romersk borger var det skandaløst at ses nøgen i fuld offentlighed. Desuden var den græske dyrkelse af sport delvis blevet afløst af gladiatorkampe som foregik i amfiteatre. Gladiatorerne rekrutteredes blandt slaver, krigsfanger og forbrydere. I arenaen, hvor de kæmpede enten indbyrdes eller med vilde dyr, var de væbnet med sværd og skjold, men var i øvrigt som oftest delvis eller endda fuldkommen nøgne:
Da kristendommen i det 4. århundrede blev statsreligion, blev gladiatorkampene efterhånden afskaffet, og kirkens syn på "kødet" og derfor nøgenhed som noget syndigt trængte igennem.

## Tacitus (Germania) om Sværddans
Ifølge Tacitus (ca. 56–120 e.Kr.) var sværddans en yndet form for underholdning i Norden. Den udførtes af nøgne unge sportsmænd som dansende mellem skarpe sværd og spyd med færdighed og ynde. Tacitus beretter, at de ikke dansede for betaling.

## Sport i moderne tid
De senere årtiers mere afslappede syn på offentlig nøgenhed har medført at sportsdragterne (fx med kortere bukser) er blevet mere hensigtsmæssige ud fra et motorisk synspunkt. Designet af sportsudstyr har ligeledes fået de kommercielle interessers bevågenhed. Grundet mulighederne for stor eksponering af firmaernes tøjdesign og reklamer på sportstøj, har erhvervslivet fået øjnene op for de store profitmuligheder, der ligger i sportstøj, herunder inden for 'nøgenhed' i sportens verden. Den 'nøgne' udvikling inden for sportsdisciplinerne tydeliggøres inden for visse:

### Gymnastik
Det er tankevækkende at ordet gymnastik (se ovenover) har overlevet fra antikken, og i spredte tilfælde forekommer det at øvelser udføres af fuldstændigt nøgne gymnaster.
Eugène Jansson har bl.a. malet en gymnast som helt afklædt udfører en øvelse i ringe

### Brydning
Henimod slutningen af det 20. århundrede har man stedvis – foreløbig under private former (klubber) – genoptaget den antikke græske tradition med at dyrke brydning helt upåklædt.

### Bodybuilding
Til forskel fra andre sportsgrene samler publikums interesse sig ikke om bodybuildernes øvelser, men derimod om disses resultat: den efter et bestemt ideal tilstræbte muskelformation. Da denne skal vurderes af dommere og tilskuere, er nøgenhed mere end i nogen anden disciplin objektivt motiveret. Man har i tidens løb accepteret at konkurrencedeltagerne er iført minimum af, hvad samfundsnormerne tillader.

### De moderne olympiske lege
Til de olympiske lege i Stockholm i 1912 blev
den officielle plakat Arkiveret 31. december 2003 hos  Wayback Machine (Webside ikke længere tilgængelig) tegnet af den ansete kunstner Olle Hjortsberg. Den forestillede en nøgen svensk sportsmand, og den blev derfor set som alt for dristig til fremvisning i visse lande.
Imod denne tankegang er det blevet fremført, at afkald på sportsdragter som i antikken kunne understrege legenes værdighed. Det har været foreslået, at den løber som bringer den olympiske fakkel til stadion burde løbe nøgen.

## Motion
Sport defineres i almindelighed som at der indgår et konkurrence element, men hvis vi ser sport meget bredt og til også at omfatte diverse motionsformer, så ses nøgenhed indenfor rulleskøjte- skateboard- og cykelløb, hula-hop, vandring, klatring, ridning, beach volleyball etc.

## Eksterne links
- Nøgenyoga eller Go Bare Yoga som det også kaldes har været lidt on / off de seneste år i København. Her et billede Arkiveret 30. maj 2015 hos  Wayback Machine fra Danske Naturisters side.
- Jf. afsnittet Motion, så siger Friluftsrådet det er OK at være nøgen i skoven. Arkiveret 1. december 2017 hos  Wayback Machine